# Bermudas en los Juegos Olímpicos de la Juventud 2018
Bermudas participó en los Juegos Olímpicos de la Juventud 2018 en Buenos Aires, Argentina, celebrados entre el 6 y el 18 de octubre de 2018. Su delegación estuvo conformada por tres atletas en dos disciplinas. No obtuvo medallas en las justas.

## Medallero
| Medalla       | Oro | Plata | Bronce | Total |
| ------------- | --- | ----- | ------ | ----- |
| Total oficial | 0   | 0     | 0      | 0     |

## Disciplinas

### Atletismo
Bermudas clasificó a un atleta en esta disciplina.
Masculino
Eventos de Pista
| Atleta              | Evento     | Serie 1    | Serie 1    | Serie 2   | Serie 2   | Total  | Total  |
| Atleta              | Evento     | Tiempo     | Puesto     | Tiempo    | Puesto    | Tiempo | Puesto |
| ------------------- | ---------- | ---------- | ---------- | --------- | --------- | ------ | ------ |
| Clevonte Lodge-Bean | 400 Metros | No terminó | No terminó | No empezó | No empezó |        |        |

### Natación
Bermudas clasificó a dos atletas en esta disciplina.
Masculino
| Atleta      | Evento       | Serie  | Serie  | Semifinal | Semifinal | Final     | Final     |
| Atleta      | Evento       | Tiempo | Puesto | Tiempo    | Puesto    | Tiempo    | Puesto    |
| ----------- | ------------ | ------ | ------ | --------- | --------- | --------- | --------- |
| Kai Legband | 50 m Libres  | 23.96  | 26     | No avanzó | No avanzó | No avanzó | No avanzó |
| Kai Legband | 100 m Libres | 52.21  | 29     | No avanzó | No avanzó | No avanzó | No avanzó |

Femenino
| Atleta        | Evento        | Serie  | Serie  | Semifinal | Semifinal | Final     | Final     |
| Atleta        | Evento        | Tiempo | Puesto | Tiempo    | Puesto    | Tiempo    | Puesto    |
| ------------- | ------------- | ------ | ------ | --------- | --------- | --------- | --------- |
| Madelyn Moore | 50 m Libres   | 26.81  | 21     | No avanzó | No avanzó | No avanzó | No avanzó |
| Madelyn Moore | 100 m Libres  | 58.81  | 34     | No avanzó | No avanzó | No avanzó | No avanzó |
| Madelyn Moore | 50 m Espalda  | 30.59  | 28     | No avanzó | No avanzó | No avanzó | No avanzó |
| Madelyn Moore | 50 m Mariposa | 28.96  | 31     | No avanzó | No avanzó | No avanzó | No avanzó |